# Ondřej Král
Ondřej Král (* 21. srpna 1991 Varnsdorf) je český herec, moderátor, zpěvák a lektor. Absolvoval Konzervatoř a VOŠ Jaroslava Ježka (trojobor herectví, zpěv, tanec) a Pražskou konzervatoř (obor herectví).
S divadelním projektem IMPRA obdržel tři Studentské Thálie. Nyní účinkuje v divadlech v Praze, Šumperku, Opavě, Chebu a Karlových Varech. Produkuje umělecký festival ProART v Olomouci.

## Aktuální projekty
- IMPRA (od 2014)
- Buz*ci (od 2019) – flákačská komedie o konci světa; režie: Peter Serge Butko
- Cyrano (od 2021) - Slezské divadlo Opava; režie: Jiří Seydler
- Kdo je tady ředitel (od 2022) - Divadlo Šumperk: režie: Mikoláš Tyc
- Čik (od 2022) – Divadlo Šumperk; režie: Jiří Liška
- Hobit (od 2022) - Divadlo Šumperk; režie: Hana Marvanová
- Gramofon (od 2022) – Divadlo Marianny Arzumannové; režie: Marianna Arzumanová, hudba: Evgeny Kissin
- Mrzák Inishmaanský (od 2022) – Divadlo Šumperk; režie: Adam Doležal
- Vše o mužích (od 2023) – Divadlo Šumperk; režie: Tereza Říhová
- ProART - Mezinárodní umělecký festival